# Etschklinge
Die Etschklinge ist eine Klinge mit einem rechtsseitigen Nebenbach zum rechten Oberlauf Krebsbach des Kirbachs. Klinge und Bach liegen in zur baden-württembergischen Gemeinde Sachsenheim gehörenden Gemarkung Häfnerhaslach, Landkreis Ludwigsburg.

## Geographie

### Verlauf
Der Bach entspringt etwa 1,7 km westlich von Häfnerhaslach an der Ostflanke des zum Stromberg gehörenden Häuslesbergs. Die Quelle liegt auf einer Höhe von 386 m ü. NHN. Vorwiegend in ostnordöstliche Richtungen fließend, mündet die Etschklinge nach etwa 1,2 km Fließstrecke rechtsseitig in den Krebsbach. Die Mündung liegt etwa 500 m nordwestlich von Häfnerhaslach auf 308 m ü. NHN. Bei einem Höhenunterschied von 78 m beträgt das mittlere Sohlgefälle 65 ‰.

### Einzugsgebiet
Das 0,461 km² große Einzugsgebiet grenzt im Südwesten an das des Streitenbachs, eines Zuflusses der Metter. Die restlichen anliegenden Gebiete gehören zu namentlich nicht näher spezifizierten Zuflüssen des im Oberlauf Krebsbach genannten Kirbachs. Entwässert wird das Einzugsgebiet über Kirbach, Metter, Enz, Neckar und Rhein zur Nordsee. Das Gebiet liegt, naturräumlich gesehen, im Unterraum Stromberg des Strom- und Heuchelbergs und erreicht an seiner Westecke auf seiner wichtigsten Wasserscheide zum Streitenbach, auf welcher der Rennweg verläuft, seinen mit etwas über 395 m ü. NHN höchsten Punkt.

## Naturschutz
Die Etschklinge liegt im Naturpark Stromberg-Heuchelberg und dem Landschaftsschutzgebiet Kirbachtal mit angrenzenden Gebieten von Sachsenheim-Häfnerhaslach über Sachsenheim-Hohenhaslach bis Sachsenheim-Kleinsachsenheim, Vaihingen-Horrheim und Vaihingen-Gündelbach. Im Mittellauf durchfließt der Bach das flächenhafte Naturdenkmal Feuchtwiesen in der "Etschklinge". Ferner liegen folgende geschützte Biotope an der Etschklinge:
- Etschklinge im Lochwald W Häfnerhaslach[6]
- Bach mit Sumpfseggenrieden an der „Etschklinge“[7]